# اعلامیه رفع خشونت علیه زنان

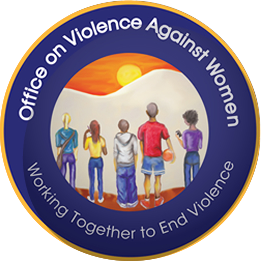
خشونت علیه زنان

اعلامیه رفع خشونت علیه زنان توسط مجمع عمومی ملل متحد در قطعنامه ۴۸/۱۰۴ در ۲۰ دسامبر ۱۹۹۳ و بدون رای‌گیری به تصویب رسید.

## پیشینه
به رسمیت شناختن جهانی حق زنان برای داشتن زندگی خالی از خشونت امر جدیدی است. به‌طور تاریخی تعامل زنان با خشونت و قانون جزایی که اغلب مجرمان را محافظت می‌کند، با نبردشان علیه تبعیض متصل شده‌است.

## گزارشگر ویژه خشونت علیه زنان
به دنبال تدوین اعلامیه در ۴ مارس ۱۹۹۴، کمیسیون حقوق بشر، خانم رادیکا کوماراسوامی (سری لانکا) را به عنوان اولین گزارشگر ویژه سازمان ملل متحد در مورد خشونت علیه زنان انتخاب کرد. او از  سال ۱۹۹۴ تا ۲۰۰۳ مسئولیت این کرسی را به عهده داشت.
پس از او به ترتیب خانمها 
دکتر یاکین ارتورک (ترکیه) از آگوست ۲۰۰۳ تا ژوئیه ۲۰۰۹، 
رشیدا مانجو (آفریقای جنوبی) از آگوست ۲۰۰۹ تا ژوئیه ۲۰۱۵، 
و دبراوکا سیمونوویچ (کرواسی) از آگوست ۲۰۱۵ تا ژوئیه ۲۰۲۱ مسئولیت این کرسی را به عهده داشته اند.
گزارشگر ویژه فعلی خشونت علیه زنان و دختران که از آگوست ۲۰۲۱ این مسئولیت را به عهده دارد خانم ریم السالم از اردن می باشد. 